# Nikola Aistrup
Nikola Aistrup (* 22. August 1987) ist ein ehemaliger dänischer Radrennfahrer.
Aistrup begann seine internationale Karriere 2006 gemeinsam mit seinem zwei Jahre älteren Bruder Dejan Aistrup bei dem südafrikanischen Continental Team Konica Minolta. Von 2007 bis 2015 fährt er für das dänische Continental Teams. In der Saison 2008 wurde er Dritter bei der dänischen Meisterschaft im Straßenrennen der U23-Klasse. Auf der Bahn wurde er nationaler Meister in der Mannschaftsverfolgung.

## Erfolge
2008
- Dänischer Meister – Mannschaftsverfolgung (mit Casper Jørgensen, Michael Mørkøv und Jacob Moe Rasmussen)

## Teams
- 2006 Team Konica Minolta (ab 11.08.)
- 2007 Team GLS
- 2008 Team GLS-Pakke Shop
- 2009 Team Capinordic
- 2010 Team Concordia Forsikring-Himmerland
- 2011 Team Concordia Forsikring-Himmerland
- 2012 Team Concordia Forsikring-Himmerland
- 2013 Concordia Forsikring Riwal
- 2014 Riwal Platform Cycling Team
- 2015 Riwal Platform Cycling Team